# Hosszúfarkú vakond
A hosszúfarkú vakond (Scaptonyx fusicaudus) az emlősök (Mammalia) osztályának Eulipotyphla rendjébe, ezen belül a vakondfélék (Talpidae) családjába tartozó faj.
Nemzetségének és nemének az egyetlen faja.

## Előfordulása
Kína déli részének, Mianmar, Vietnám és talán Laosz ezzel határos vidékeinek lakója.

## Életmódja
Mint, minden vakond a hosszúfarkú vakond is a föld alatt él.